# Route principale 3 (Suisse)
Pour les articles homonymes, voir H3 et Route 3.
La Route principale 3 est une route principale suisse reliant Bâle (frontière française) à Soglio (frontière italienne). 

## Parcours
- Bâle
- Rheinfelden
- Frick
- Brugg
- Baden
- Dietikon
- Zurich
- Thalwil
- Horgen
- Wädenswil
- Lachen
- Näfels
- Flums
- Sargans
- Bad Ragaz
- Coire
- Valbella
- Tiefencastel
- Savognin
- Col du Julier
- Col de la Maloja
- Soglio